# Hammaptera caribbea
Hammaptera caribbea là một loài bướm đêm trong họ Geometridae.